# Parathesis amazonica
Parathesis amazonica är en viveväxtart som beskrevs av Carl Christian Mez. Parathesis amazonica ingår i släktet Parathesis och familjen viveväxter. Inga underarter finns listade i Catalogue of Life.